# Pseudokalavost
Pseudokalavost ili lučenje je pucanje kristala duž gustih ravnina paralelnih strukturnim "slabostima" ili defektima na kristalu. Defekti kristala mogu biti pukotine mikroskopskih dimenzija nastale naprezanjem u strukturi kristala zbog naglog hlađenja, tlačnih sraslaca, pojava sraslačkih šavova, pojava izdvajanja kemijski različitih materijala kod čvrstih otopina pri normalnoj temperaturi, itd.
Na primjer, kod ortopiroksena (rompskih Px) lučenjem dolazi do izdvajanja lamela klinopiroksena (monoklinskih Px) po plohi {100}, dok im je kalavost po {110}. Lučenje se može vidjeti i kod korunda, hematita, spinela, itd.